# Resurgente Funktion
Der Begriff resurgente Funktion (von lateinisch resurgere, wieder aufstehen) stammt aus der Écalle-Theorie (auch Theorie der resurgenten Funktionen und des Alien-Kalküls). Die Theorie hat sich aus der Summierbarkeit divergenter Reihen (siehe Borel-Summation) entwickelt und behandelt analytische Funktionen mit isolierten Singularitäten. Der Begriff wurde in den späten 1970ern von dem französischen Mathematiker Jean Écalle eingeführt.
Resurgente Funktionen haben Anwendung in der asymptotischen Analysis, in der Theorie der Differentialgleichungen, der Störungstheorie und der Quantenfeldtheorie.
Für analytische Funktionen mit isolierten Singularitäten lässt sich das Alien-Kalkül (Alien calculus) herleiten, eine spezielle Algebra für ihre Ableitungen.

## Definition
Eine {\displaystyle \Omega }-resurgente Funktion ist ein Element aus {\displaystyle \mathbb {C} \delta \oplus {\hat {\mathcal {R}}}_{\Omega }}, das heißt ein Element der Form {\displaystyle c\delta +{\hat {\phi }}} aus {\displaystyle \mathbb {C} \delta \oplus \mathbb {C} \{\zeta \}}, wobei {\displaystyle c\in \mathbb {C} } und {\displaystyle {\hat {\phi }}}  ein {\displaystyle \Omega }-fortsetzbarer Keim ist.
Eine Potenzreihe {\displaystyle {\widetilde {\phi }}\in \mathbb {C} [[z^{-1}]]}, deren formale Borel-Transformation eine {\displaystyle \Omega }-resurgente Funktion ist, nennt man {\displaystyle \Omega }-resurgente Reihe.

## Grundbegriffe und Notation
Konvergenz in {\displaystyle \infty }:
Die formale Potenzreihe {\displaystyle \phi (z)\in \mathbb {C} [[z^{-1}]]} ist konvergent in {\displaystyle \infty }, falls die assoziierte formale Potenzreihe {\displaystyle \psi (t)=\phi (1/z)\in \mathbb {C} [[t]]} einen positiven Konvergenzradius hat. Mit {\displaystyle \mathbb {C} \{z^{-1}\}} bezeichnet man den Raum der formalen Potenzreihen konvergent in {\displaystyle \infty }.
Formale Borel-Transformation:
Die formale Borel-Transformation (nach Émile Borel benannt) ist der Operator {\displaystyle {\mathcal {B}}:z^{-1}\mathbb {C} [[z^{-1}]]\to \mathbb {C} [[\zeta ]]} definiert durch
{\displaystyle {\mathcal {B}}:\phi =\sum \limits _{n=0}^{\infty }a_{n}z^{-n-1}\mapsto {\hat {\phi }}=\sum \limits _{n=0}^{\infty }a_{n}{\frac {\zeta ^{n}}{n!}}}.
Konvolution in {\displaystyle \mathbb {C} \{\zeta \}}:
Seien {\displaystyle {\hat {\phi }},{\hat {\psi }}\in \mathbb {C} [[\zeta ]]}, dann ist die Konvolution geben durch
{\displaystyle {\hat {\phi }}*{\hat {\psi }}:={\mathcal {B}}[\phi \psi ]}.
Durch Adjunktion können wir der Konvolution in {\displaystyle \mathbb {C} [[\zeta ]]} eine Einheit hinzufügen und führen den Vektorraum {\displaystyle \mathbb {C} \times \mathbb {C} [[z]]} ein, wobei wir das Element {\displaystyle (1,0)} mit {\displaystyle \delta } bezeichnen. Mit der Konvention {\displaystyle \{0\}\times \mathbb {C} [[\zeta ]]:=\mathbb {C} [[\zeta ]]} können wir den Raum als {\displaystyle \mathbb {C} \delta \oplus \mathbb {C} [[z]]} interpretieren und definieren
{\displaystyle (a\delta +{\hat {\phi }})*(b\delta +{\hat {\psi }}):=ab\delta +a{\hat {\psi }}+b{\hat {\phi }}+{\hat {\phi }}*{\hat {\psi }}}
und setzen {\displaystyle {\mathcal {B}}1:=\delta }.
{\displaystyle \Omega }-fortsetzbarer Keim:
Sei {\displaystyle \Omega } eine nicht-leere, diskrete Untermenge von {\displaystyle \mathbb {C} } und definieren {\displaystyle \mathbb {D} _{R}=\{\zeta \in \mathbb {C} \mid |\zeta -0|<R\}\setminus \{0\}}.
Sei {\displaystyle r} der Konvergenzradius von {\displaystyle {\hat {\phi }}}. {\displaystyle {\hat {\phi }}} ist ein {\displaystyle \Omega }-fortsetzbarer Keim, falls ein {\displaystyle R} existiert, so dass {\displaystyle r\geq R>0} und {\displaystyle \mathbb {D} _{R}\cap \Omega =\emptyset }, und {\displaystyle {\hat {\phi }}} analytische Fortsetzungen besitzt, entlang irgendeines Pfades in {\displaystyle \mathbb {C} \setminus \Omega } beginnend in einem Punkt in {\displaystyle \mathbb {D} _{R}}.
{\displaystyle {\hat {\mathcal {R}}}_{\Omega }} bezeichnet den Raum der {\displaystyle \Omega }-fortsetzbaren Keime in {\displaystyle \mathbb {C} \{\zeta \}}.

## Einzelnachweis
1. 1 2 3 4 5  Claude Mitschi, David Sauzin: Divergent Series, Summability and Resurgence I. 1. Auflage. Springer Verlag, Schweiz 2016, ISBN 978-3-319-28735-5 (englisch).